# University of Central Florida
L'Università della Florida Centrale (in inglese: University of Central Florida), nota anche con la sigla UCF, è un'università pubblica con sede a Orlando in Florida.

## Storia
Fondata il 10 giugno 1963 con il nome Florida Technological University, assunse il nome corrente il 6 dicembre 1978.